# Itame perarcuata
Itame perarcuata är en fjärilsart som beskrevs av Walker 1862. Itame perarcuata ingår i släktet Itame och familjen mätare. Inga underarter finns listade i Catalogue of Life.